# Alba Zaluar

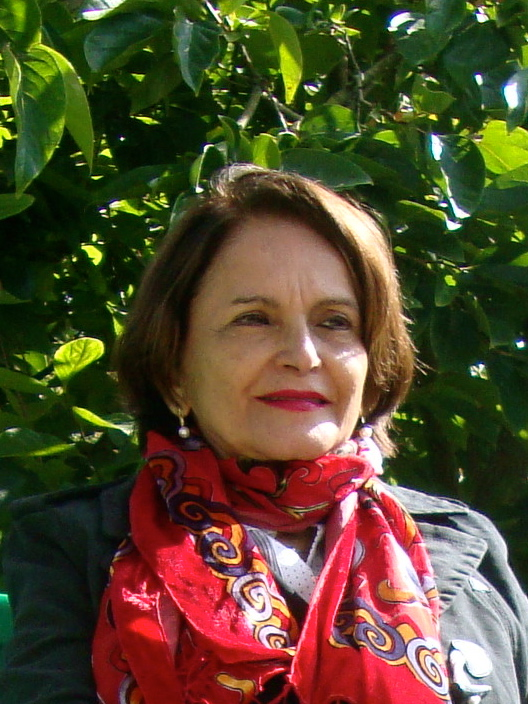
Alba Zaluar (2011)

Alba Maria Zaluar (geb. 2. Juni 1942 in Rio de Janeiro, Brasilien; gest. 19. Dezember 2019) war eine brasilianische Anthropologin mit den Schwerpunkten Urbananthropologie und Gewaltanthropologie.

## Biografie
Alba Zaluar war die jüngste Tochter von Biancolina Pinheiro Zaluar und Achilles Emílio Zaluar. Sie studierte Sozialwissenschaften an der Fakultät für Philosophie (portugiesisch Faculdade National of Filosofia (FNFi)) der Universidade Federal do Rio de Janeiro. Während dieser Zeit engagierte sie sich im „Zentrum für Volkskultur“ (portugiesisch Centro Popular de Cultura) der Nationalen Studentenvereinigung (portugiesisch União Nacional dos Estudantes).
Nach dem Putsch in Brasilien 1964 begann mit Untersuchungen durch die Militärpolizei eine Zeit der politischen Verfolgung der Studenten der FNFi. Zaluar war 1965 gezwungen, aus Brasilien zu fliehen und bis 1971 außer Landes zu bleiben. Sie lebte den Großteil dieser Zeit in England, wo sie an der University of Manchester Anthropologie und Urbansoziologie studierte.
Nach ihrer Rückkehr nach Brasilien konzentrierte sie ihre Forschung auf die Volkskultur, insbesondere auf den Samba und den Karneval von Rio de Janeiro. 1974 erhielt sie ihren Master in Sozialanthropologie an der Universidade Federal do Rio de Janeiro. 1979 bis 1984 erarbeitete und erlangte sie ihren Ph.D. in Sozialanthropologie an der Universidade Federal do Rio de Janeiro. In der gleichen Zeit arbeitete Alba Zaluar als freie Dozentin an der Universidade Estadual de Campinas in São Paulo. Seit 1995 arbeitete Alba Zaluar als Professorin an der Universidade Federal do Rio de Janeiro, wo sie das „Zentrum für Gewaltforschung“ (portugiesisch Núcleo de Pesquisas da Violencia [NUPEVI]) am Institut für Sozialmedizin koordinierte.

## Ehrungen
- 1999 Prêmio Jabuti
- 2003–2004 Gastwissenschaftlerin am Zentrum für Lateinamerikanische Studien (englisch Center for Latin American Studies [CLAS]) der University of California.[3]
- 2006 Kommandeurin des Nationalen Ordens für Wissenschaftliche Verdienste, Präsidentschaft Brasiliens und Ministerium für Wissenschaft und Technik

## Werke
- Desvendando máscaras sociais: seleção, introd. e revisão técnica. Hrsg.: Francisco Alves. Rio de Janeiro 1975 (brasilianisches Portugiesisch).
- Os homens de Deus: um estudo dos santos e das festas no catolicismo popular. In: Antropologia social. Zahar Editores, 1983 (brasilianisches Portugiesisch).
- A Feira hippie de Campinas: encruzilhadas do artesanato e da contracultura. In: Cadernos IFCH-UNICAMP. Band 18, 1986 (brasilianisches Portugiesisch).
- Alba Zaluar, Vanilda Pereira Paiva: Violência e educação. Educación hoy y mañana. Livros do Tatu, São Paulo 1982, ISBN 85-335-0039-4 (brasilianisches Portugiesisch).
- Cidadãos não vão ao paraíso : juventude e política social. Escuta, São Paulo 1994, ISBN 85-268-0317-4 (brasilianisches Portugiesisch).
- Alba Zaluar, Anthony Henman: Drogas e cidadania : repressão ou redução de riscos. Editora Brasiliense, São Paulo 1994, ISBN 85-11-08077-5 (brasilianisches Portugiesisch).
- Memorial da violência. In: Cadernos IFCH-UNICAMP. Band 28, 1994 (brasilianisches Portugiesisch).
- Condomínio do Diabo. UFRJ, 1996, ISBN 85-7106-064-9 (brasilianisches Portugiesisch).
- Da Revolta ao Crime S.A. In: Colección Polémica. Band 2. Moderna, 1996 (brasilianisches Portugiesisch).
- O utilitarismo sociologico e as politicas publicas. In: Estudos em saude coletiva. Band 146. Instituto de Medicina Social, 1996 (brasilianisches Portugiesisch).
- Alba Zaluar, Marcos Alvito: Um Século de Favela. FGV Editora, Rio de Janeiro 1998, ISBN 85-225-0253-6 (brasilianisches Portugiesisch).
- A Máquina e a Revolta. Ed. Brasiliense, 1999 (brasilianisches Portugiesisch).
- Violência, cultura e poder. FGV, Rio de Janeiro 2000 (brasilianisches Portugiesisch).
- Alba Zaluar, Gilberta Acselrad: Avessos do prazer: drogas, aids e direitos humanos. In: Fiocruz. Band 2. Fundación Oswaldo Cruz, 2000, ISBN 85-85676-76-0 (brasilianisches Portugiesisch).
- Oito temas para debate: violência e segurança pública. In: Sociologia, Problemas e Práticas. Nr. 8, 2002, ISSN 0873-6529, S. 19–24 (brasilianisches Portugiesisch).
- Alba Zaluar, Nilson Vieira Oliveira: Insegurança pública: reflexões sobre a criminalidade e a violência urbana. Instituto Fernand Braudel, 2002, ISBN 85-7492-072-X (brasilianisches Portugiesisch).
- Violencia, crimen organizado e impunidad en Brasil. In: Chacho Álvarez (Hrsg.): La Argentina de Kirchner y el Brasil de Lula. Prometeo Libros, Buenos Aires 2003, S. 227.
- Integração Perversa: Pobreza e Tráfico de Drogas. FGV Editora, 2004, ISBN 85-225-0478-4 (brasilianisches Portugiesisch).
- Desarmamento, segurança pública e cultura da paz. Konrad-Adenauer-Stiftung, 2005, ISBN 85-7504-092-8 (brasilianisches Portugiesisch).